# 拓俊京
拓俊京（韓語：척준경，11世纪？—1144年），朝鲜高丽王朝时期名将之一，尹瓘的部官任累次东女眞的征伐参战大勝，谷山拓氏的始祖。

## 生平

拓境立碑圖，女眞族對戰勝戰記念圖 (17c 民畵)

拓俊京出身谷州小吏之家，早年因家貧而失學，與無賴廝混。後來他想繼承祖業，成為吏胥，但卻沒有實現。於是到開京投奔雞林公王熙鸡林公。大安十年（1094年）五月，高麗宣宗薨逝，他年幼體弱的兒子王昱登上王位，是為高麗獻宗，作為國王叔父的王熙則加封守太師兼尚書令。主少國疑的局面加劇了外戚與宗室之間的衝突，而王熙早已未雨綢繆，聚集大量平民，構築起自己的私兵集團。王熙平定李資義之亂後，進而奪取王位，是為高麗肅宗。私兵在關鍵時刻發揮了重要作用，肅宗本人遂對私兵出身的拓俊京、王字之等人大加信賴。拓俊京由此升為枢密院别驾。曾數次參與對东女眞的征伐，屢立戰功。
1117年由于给事中西北面兵马副使，1122年卫尉卿兼直门下省，1123年吏部尙书參知政事，1124年开府仪同三司检校司徒，守司空中书侍郎平章事等歷任。1126年（仁宗4）是李资谦与高丽仁宗的废立参与阴谋，军事的侵略导致大阙然后高丽仁宗的眷顾变节，李资谦的逮捕的流配花的功为推忠靖国协谋同德卫社是功臣錄。在连枷以后权势。
1127年左正言郑知常在弹劾是配流在岩堕岛，明年谷州是一个移配。1144年（仁宗22）复職和朝奉大夫检校户部尙书任命。同年死去。

## 家族纷争
其子拓純爲高丽军人。